# Žlan
Žlan – wieś w Słowenii, w gminie Bohinj. W 2018 roku liczyła 9 mieszkańców.